# Yukarıçanakçı, Sivrice
Yukarıçanakçı là một xã thuộc huyện Sivrice, tỉnh Elâzığ, Thổ Nhĩ Kỳ. Dân số thời điểm năm 2011 là 30 người.